# Port autonome de Lomé
Le Port Autonome de Lomé (PAL) est un port maritime et de commerce de l'État togolais dont la tutelle de l'Etat est exercée par la société d’État à Gestion Autonome. Premier port franc et en eaux profondes en Afrique de l'Ouest, il a pour vocation de gérer l'activité maritime et portuaire de la région maritime du Togo.
Son statut est passé d'un établissement public à caractère industriel et commercial, le 7 avril 1967, en société d’État par décret, en octobre 1991.
Le PAL dessert les pays de l'hinterland comme le Niger, le Mali et le Burkina Faso et assure aussi le transit du trafic à destination des régions Est du Ghana.

## Histoire
L’histoire des activités maritime et portuaire au Togo est attachée à l’histoire coloniale du pays. Elle commence avec les colons allemands qui construisent un wharf en bois en 1890. Mais, après un incendie, cet édifice est remplacé en 1904 par un deuxième wharf en charpentes métalliques sur pieux en béton. Emporté par un raz de marée, un troisième wharf est érigé en 1912 avec une passerelle coudée avant d'être aussi endommagé par une tempête en 1924.
À la fin de la Première Guerre mondiale, quand le Togo est placé sous mandat de la Société des Nations (SDN), la France et l’Angleterre se partagent l’occupation du territoire togolais. C’est ainsi que les Français construisent un autre wharf dont l’exploitation démarre en 1928.
En 1959, les autorités togolaises décident de construire un port en eau profonde pour remplacer le wharf français.
Après l'indépendance du Togo, un accord de coopération économique et technique entre la République Fédérale d’Allemagne et la République Togolaise est signé pour la construction du Port de Lomé le 20 juillet 1960. Les études de faisabilité sont confiées au Cabinet Lackner. Le 23 novembre 1962 a lieu la pose de la première pierre. Les travaux de construction sont dirigés par un groupement d’entreprises allemandes de 1964 pour s’achever en 1968. Le Port de Lomé est inauguré le 26 avril 1968 et son exploitation démarre officiellement le 1er mai 1968.
Son premier bateau à quai, la Birte Hugo Stinnes, arrive le 21 janvier 1967.

## Organisation
Le PAL est sous la tutelle de trois organes : le Conseil de Surveillance, le Conseil d’Administration et la Direction Générale.
Le Conseil d’Administration, organe de décision et des opérations de gestion du patrimoine du Port, est constitué des membres désignés par le Conseil de Surveillance et de partenaires techniques ou financiers (PTF) et des représentations de trois pays sahéliens (Burkina- Faso, Mali et Niger).
L’ensemble des départements du Port est administré par la Direction Générale (DG) qui assure la gestion quotidienne des activités portuaires.

## Activités
Le Port de Lome couvre une superficie de 900 hectares et atteint une profondeur de 16,60 m,. Poumon de l'économie togolaise, il sert de transit à plus de 80 % des échanges commerciaux du pays en accueillant des navires porte-conteneurs de 3e génération qui transportent jusqu’à 7 000 conteneurs de 20 pieds.
En 2018, 22 Mt de marchandises, dont 1,2 million de conteneurs est le trafic enregistré dans le port, avec une hausse de 2 Mt de marchandises par rapport à 2017 où 20 Mt de marchandises sont traitées pour 1 375 navires.

## Performances
Quatrième en Afrique, en termes de trafic conteneur, il intègre en 2021 le classement des 100 premiers ports les plus importants de la planète,.
En 2022, il est classé 96e parmi le top 100 des ports mondiaux, selon Lloyd's List, revue londonienne des questions de transports maritimes.
En 2023, il s'est positionné au 94e rang mondial.
En 2024, le Port de Lomé est classé 5e rang en Afrique et a réussi à gagner une place, passant de la 94e  à 93e rang mondial.